# شاتو-غايلار (آن)
شاتو-غايلار (بالفرنسية: Château-Gaillard)‏ هي بلدية فرنسية تقع في إقليم الأين في فرنسا. رمز إنسي لها هو:1089. أما الرمز البريدي لها فهو: 1500.